# ماريوس ساسو
ماريوس ساسو (بالرومانية: Marius Sasu)‏ هو لاعب كرة قدم روماني في مركز الهجوم، ولد في 1 أكتوبر 1975 في مدياس ‏ في رومانيا. لعب مع بولتيهنيكا تيميسوارا ورابيد بوخارست ونادي أوتيلول ريشيتا ونادي بودابست هونفيد ونادي فويفودينا ونادي فيرينتسفاروشي.